# Rhyparochromidae
Rhyparochromidae är en familj av insekter. Rhyparochromidae ingår i överfamiljen Lygaeoidea, ordningen halvvingar, klassen egentliga insekter, fylumet leddjur och riket djur. Enligt Catalogue of Life omfattar familjen Rhyparochromidae 228 arter. 

## Bildgalleri

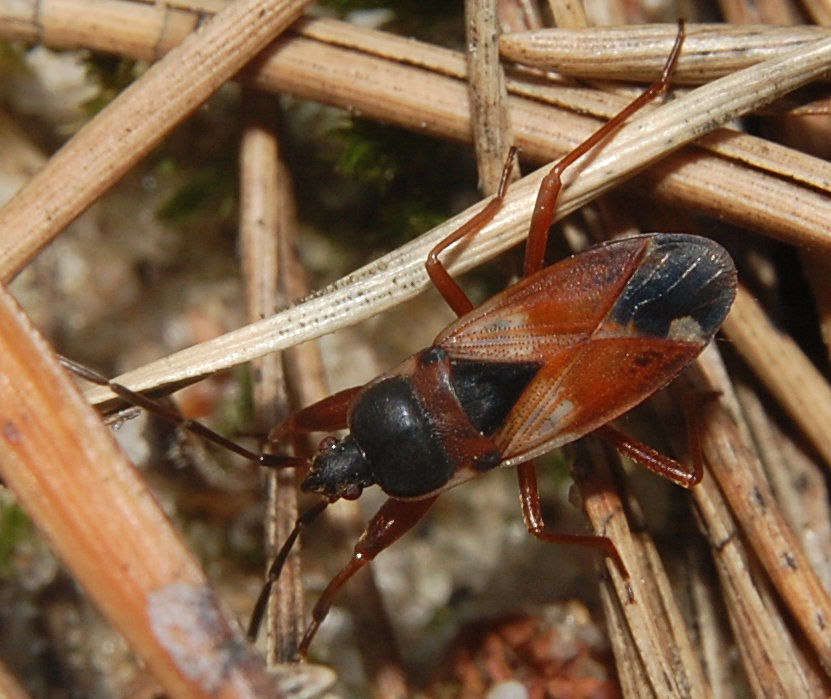
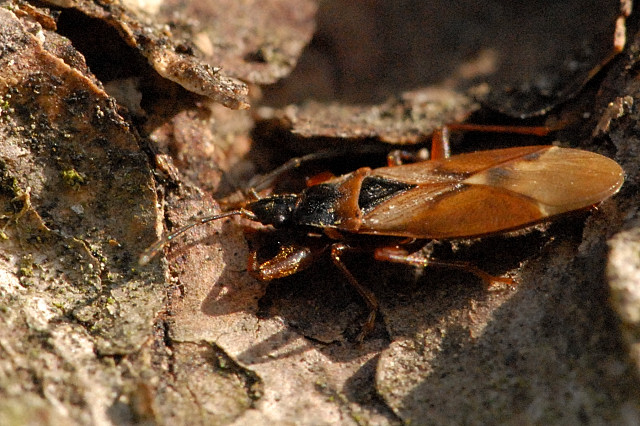
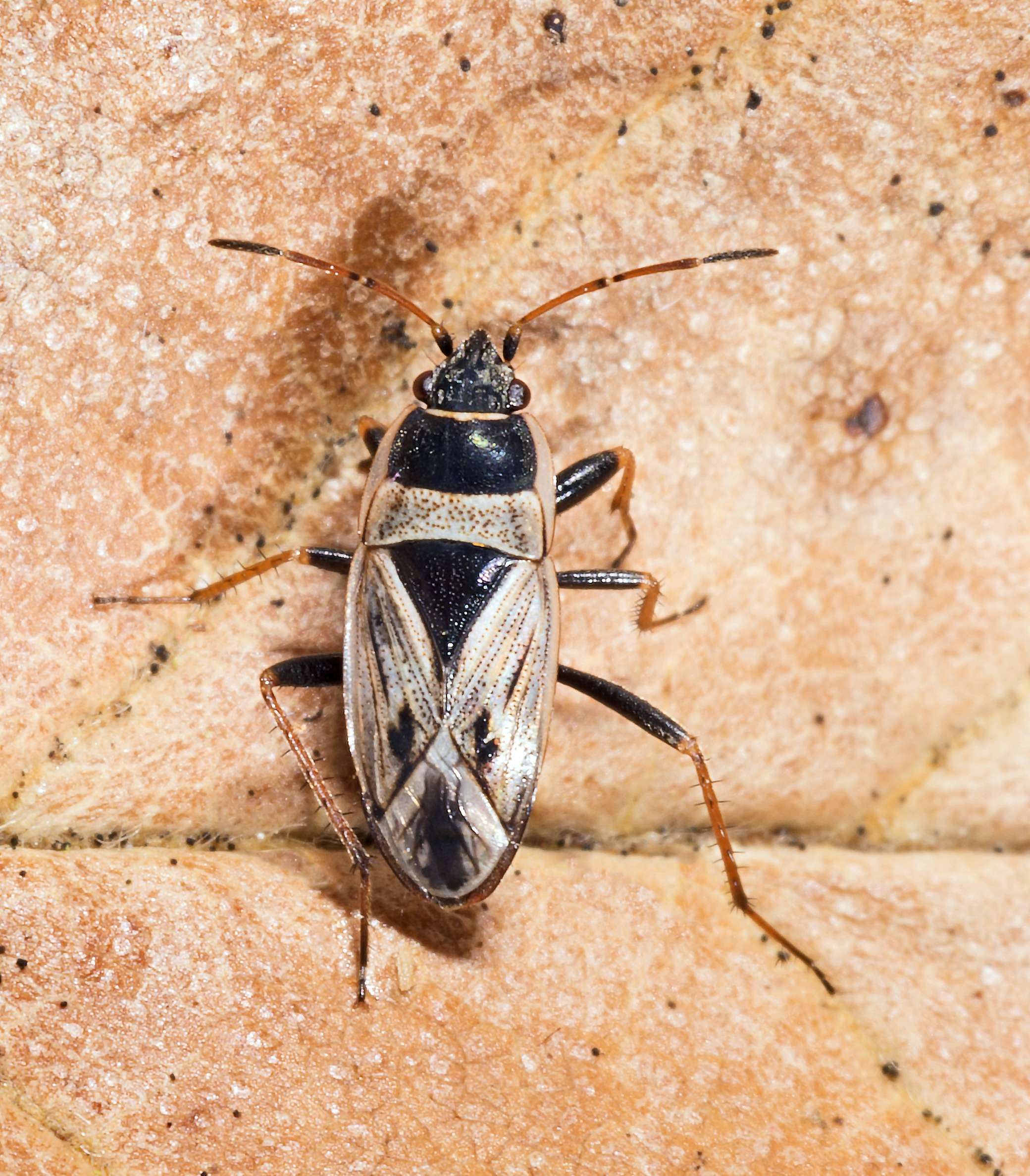

## Dottertaxa till Rhyparochromidae, i alfabetisk ordning[1]
- Antillocoris
- Ashlockaria
- Atrazonotus
- Balboa
- Botocudo
- Brentiscerus
- Caenopamera
- Carpilis
- Cistalia
- Clerada
- Cligenes
- Cnemodus
- Cordillonotus
- Cryphula
- Delochilocoris
- Dieuches
- Drymus
- Elasmolomus
- Emblethis
- Ereminellus
- Eremocoris
- Forsterocoris
- Froeschneria
- Gastrodes
- Geratarma
- Grossander
- Heraeus
- Horridipamera
- Kolenetrus
- Lamprodema
- Ligyrocoris
- Malezonotus
- Margareta
- Megalonotus
- Metagerra
- Millerocoris
- Myodocha
- Neopamera
- Neosuris
- Orphnotrechus
- Ozophora
- Pachybrachius
- Paradrymus
- Paramyocara
- Paratruncala
- Paromius
- Paurocoris
- Perigenes
- Peritrechus
- Plinthisus
- Prytanes
- Pseudocnemodus
- Pseudopachybrachius
- Pseudopamera
- Ptochiomera
- Raglius
- Reclada
- Regatarma
- Remaudiereana
- Rhyparochromus
- Scolopostethus
- Sisamnes
- Slaterobius
- Sphragisticus
- Spinigernotus
- Stizocephalus
- Stygnocoris
- Targarema
- Tempyra
- Thylochromus
- Togodolentus
- Tomocoris
- Trapezonotus
- Truncala
- Trypetocoris
- Udeocoris
- Uhleriola
- Valonetus
- Valtissius
- Woodwardiana
- Xanthochilus
- Xestocoris
- Zeridoneus
- Zeropamera